# Whenua Hou
Whenua Hou či též ostrov Codfish je malý ostrov (14 km2) na západ od Stewartova ostrova (Rakiura) na jihu Nového Zélandu. Dosahuje nejvyšší nadmořské výšky 250 metrů (u svého jižního pobřeží).
Anglický název „Codfish Island“ odkazuje na endemickou rybu písečníka novozélandského (maorsky rawaru / pakirikiri), která se komerčně loví v okolních vodách pomocí pastí v nádobách s návnadou. Název v maorštině, Whenua Hou, znamená „nová země“. Whenua Hou je domovem Sirocca, mezinárodně proslulého jedince kakapa, vzácného druhu papouška.

## Fauna
Po vymýcení kusu liščích a krys v roce 1998 a přestěhování chřástalů weka na jiné ostrovy se stal Whenua Hou ptačím útočištěm bez predátorů a jedním z center snah o záchranu kakapo sovího. Žije zde velká část chovné populace tohoto kriticky ohroženého papouška. V roce 2002 se na ostrově vylíhlo 24 mláďat kakapa, v letech 2009 a 2016 pak 33 a 32 mláďat. Nejslavnějším obyvatelem ostrova je Sirocco, kakapo, který se zde vylíhl v roce 1997; roku 2010 se Sirocco stal vládním „oficiálním mluvčím pro ochranu přírody“.
Whenua Hou je také domovem poddruhu mystaciny novozélandské (M. t. tuberculata), nestora kaka, cistovníkovců novozélandských, kakariki rudočelých a žlutočelých, kachen proužkovaných a nedávno vysazené populace pištce žlutého (mohua).
Organizace BirdLife International označila ostrov za významné ptačí území, jelikož je důležitým hnízdištěm pro několik druhů mořských ptáků, včetně tučňáků novozélandských a žlutookých, buřňáků pruhokřídlých a Cookových a buřníků druhu Pelecanoides whenuahouensis.

## Přístupnost
Ostrov navštěvují vědečtí a terénní pracovníci Ministerstva památkové péče spolu s dobrovolníky pracujícími na záchranných programech. Jediná chata se nachází v Sealer's Bay na severovýchodě a je dostupná s pomocí lehkých letadel nebo vrtulníků. Ostrov je uzavřen pro běžné návštěvníky a je zakázáno neoprávněné přistání.